# جزيرة عائمة

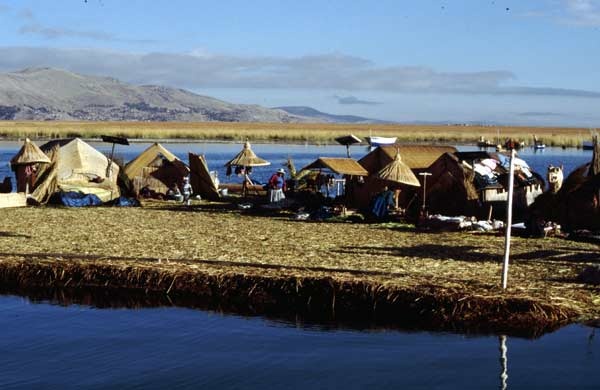
جزيرة أوروس في بحيرة تيتيكاكا.

الجزيرة عائمة هي كتلة من النباتات المائية العائمة والطين والخث، تتراوح في سمكها من بضع بوصات إلى عدة أقدام. والجزر العائمة ظاهرة طبيعية شائعة موجودة في أجزاء كثيرة من العالم. وهي أقل شيوعا من الجزر الإصطناعية. وعادة ما توجد الجزر العائمة على الهوار والبحيرات والأراضي الرطبة المماثلة، ويمكن أن يكون حجمها عدة هكتارات.

## مواقع الجزر العائمة في العالم
- بحيرة فيكتوريا، أوغندا.
- لبحيرات نهر الدانوب، رومانيا.
- بحيرة تيتيكاكا، بوليفيا وبيرو.
- جزيرة العين، الأرجنتين[1][2]
- بحيرة كيوغا، أوغندا
- بحيرة ملاوي، أفريقيا[3]
- بحيرة لوكتاك، الهند
- بحيرة ياربو، حديقة الشتاء، فلوريدا
- بحيرة باكاي، ملاذ الشتاء، فلوريدا
- بحيرة إيديل، ملاذ الشتاء، فلوريدا
- بحيرة أومباغوغ، ماين ونيو هامبشير، الولايات المتحدة
- جزيرة بركة، سبرينغفيلد، ماساتشوستس، الولايات المتحدة
- بحيرة الزائر، الجبل الأسود
- بحيرة الجزر, تاسمانيا، أستراليا[2]
- ماريز أودومارويس، فرنسا
- بحيرة فلاسينا، صربيا
- بحيرة سيميتش، صربيا
- بحيرة أوبيمبا، جمهورية الكونغو الديموقراطية
- بحيرة تشاد، أفريقيا
- بحيرة إنل، بورما (ميانمار)
- بحيرة بوركوني، إستونيا
- بحيرة المرج مقاطعة بارون، ولاية ويسكونسن، الولايات المتحدة[4]
- بحيرة براشار، ماندي، هيماجل برديش، الهند
- بحيرة تشلي، تشيليخان، أديامان، تركيا
- بحيرة أكساكال، سولهان, بينكل، تركيا
- هارتبيسبورت، شمال غرب، جنوب أفريقيا
- الأرض العائمة، فاكهوزين، ألمانيا
- العائمة مور، ياد، ألمانيا
- فاترلاند، هولندا

## وصلات خارجية
- Inca Heartland: موقع يوجدة به العديد من الصور للجزر الاصطناعية العائمة على بحيرة تيتيكاكا.
- Tourism Keeping Peruvian Islands Afloat مقال رودريك إيم
- "Disagreement on whether to tether island that floats free in Massachusetts pond": سان فرانسيسكو كرونيكل
- Floating on an island